# 景泰桥
39°52′15″N 116°24′26″E / 39.870771°N 116.407165°E
景泰桥位于北京市东城区，是天坛南路－景泰路（南北向）和永定门东滨河路（南二环，东西向）交汇处的一座立交桥。该桥是一座互通式立交桥，东西长684.81米，南北向道路上跨护城河和二环路。于1992年建成。